# 言語地図

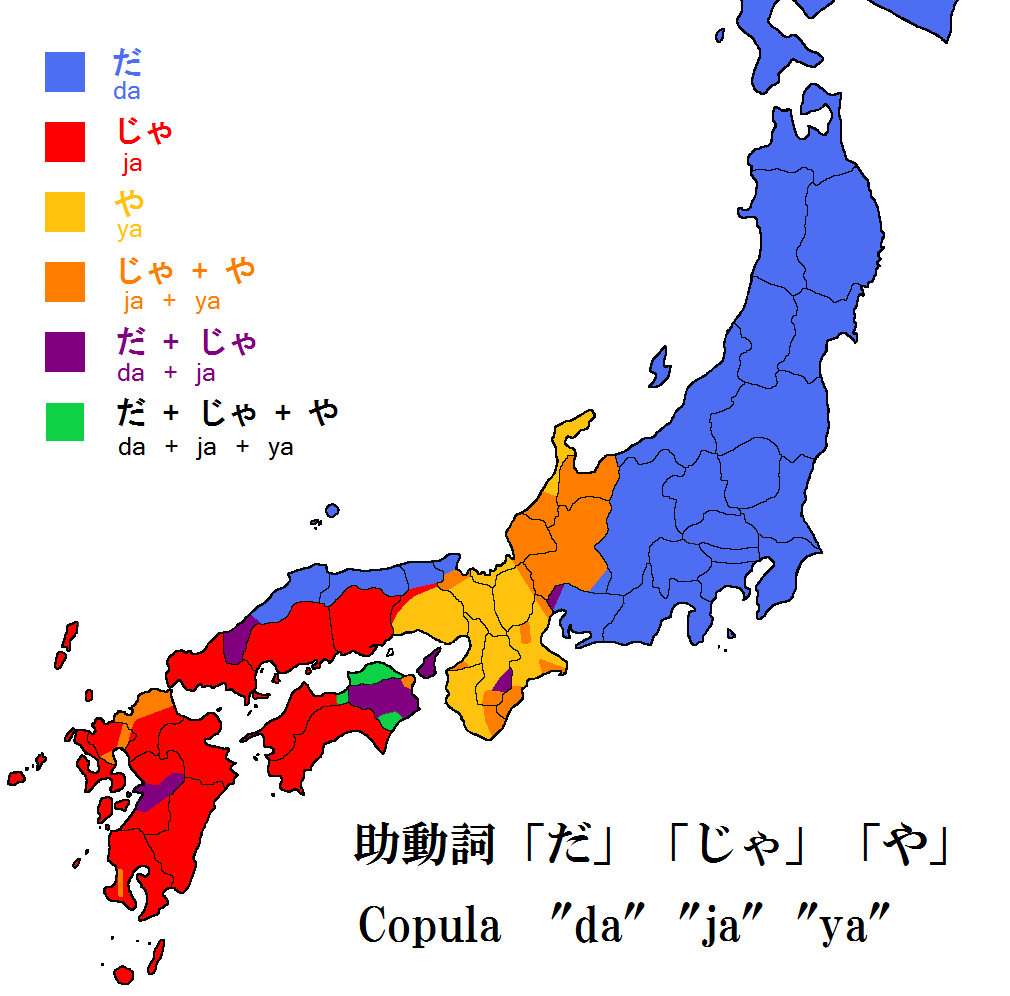
日本語「じゃ・だ・や」の分布

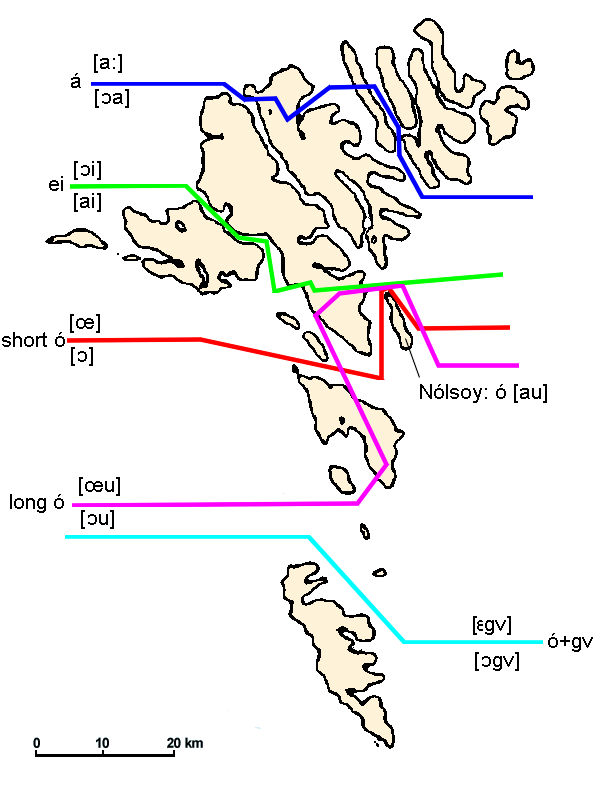
フェロー諸島の等語線

言語地図（げんごちず／英：linguistic map, linguistic atlas）は、色分け、等語線、マークの記入などを行って音声・語彙・文法などの分布を表した地図である。

## 歴史
言語地図は古くは単に言語研究論文に付図として載せるものに過ぎなかった。言語地図の作成そのものを目的とした調査は、ドイツのゲオルク・ヴェンカーにはじまる。ヴェンカーは1876年以降、各地の学校に調査票を送る間接的な調査によって言語地図を作成した。
フランスではジュール・ジリエロンが、639地点の直接調査によって巨大な『フランス言語地図』(ALF、『フランス言語図巻』とも呼ぶ)を作成し、その結果をもとに従来の比較言語学では解決のつかない多くの変化を指摘した。その後、ジリエロンに学んだ学者によってさまざまな言語地図が作られた。
日本では1903年に国語調査委員会が方言調査を行った。その結果は『音韻調査報告書』の付図の『音韻分布図』、および『口語調査報告書』の付図の『口語分布図』にまとめられている。これらはいずれも各府県に調査票を送る間接調査法によっていた。
1957年以降、国立国語研究所により直接調査による2400地点の方言調査が行われ、『日本言語地図』としてまとめられた。

## 代表的な言語地図
- Atlas Linguistique de la France：1902年・1910年刊行、ジュール・ジリエロン（Jules Gilliéron）編
- Deutscher Sprachatlas：1926年～1956年刊行、ゲオルク・ヴェンカー（Georg Wenker）、フェルディナント・ヴレーデ （Ferdinand Wrede）編
- Sprach- und Sachatlas Italiens und der Südschweiz：1928年～1940年刊行、カール・ヤーベルク（Karl Jaberg）、 ヤーコブ・ユート（Jakob Jud）編
- 『日本言語地図』国立国語研究所編、1966年-1974年
- 『糸魚川言語地図』柴田武、1988年-1995年